# 젤레니코보시

젤레니코보 시의 위치

젤레니코보시(마케도니아어: Општина Зелениково)는 마케도니아 공화국 중부에 위치한 지방 자치체로 행정 중심지는 젤레니코보이며 면적은 176.95km2, 인구는 4,077명(2002년 기준)이다. 서쪽으로는 스투데니차니 시, 북동쪽으로는 페트로베츠 시, 남쪽으로는 차슈카 시, 남동쪽으로는 벨레스 시와 접한다.